# Mexticacán
Mexticacán är en ort i Mexiko.   Den ligger i kommunen Mexticacán och delstaten Jalisco, i den centrala delen av landet, 400 km nordväst om huvudstaden Mexico City. Mexticacán ligger 1 758 meter över havet och antalet invånare är 3 792.
Terrängen runt Mexticacán är platt åt sydost, men åt nordväst är den kuperad. Runt Mexticacán är det ganska glesbefolkat, med 43 invånare per kvadratkilometer. Närmaste större samhälle är Nochistlán, 12,9 km nordväst om Mexticacán. I omgivningarna runt Mexticacán växer huvudsakligen savannskog.